# El socio (telenovela)
El socio es una serie de televisión producida por Protab para Canal 13 del año 1 de abril de 1968. Protagonizada por Silvia Santelices y Leonardo Perucci.

## Trama
No disponible.

## Elenco
- Marcelo Gaete
- Sara Astica como Cecilia
- Leonardo Perucci
- Silvia Santelices
- Yamén Salazar como Javier
- Peggy Cordero
- Héctor Duvauchelle
- Bernarda Montecillo
- Amelia Requena
- Anita Klesky
- Osvaldo Silva

## Ficha técnica
- Elaboración: Protab
- Capítulos: 68 Capítulos
- Autor: Jenaro Prieto
- Guion: Alicia Santaella
- Director: Helvio Soto

## Curiosidades
- El nombre se debe a que Cecilia (Sara Astica), estaba en búsqueda de trabajo junto a Javier (Yamén Salazar), por lo que se convirtieron en socios.
- Esta fue la primera serie cómica de Chile.